# 久保田克昭
久保田 克昭（くぼた かつあき、1961年9月4日 - ）は、日本の実業家、レーシングドライバー。兵庫県出身。
パソコンの周辺機器メーカー・プラネックスコミュニケーションズの創業者で、2024年現在も代表取締役を務める。一方で、いわゆる「ジェントルマンドライバー」として数多くのレースに参戦している。

## 略歴

### 実業家
1980年に兵庫県立東灘高等学校を卒業。アパレル、外資系のコンピューターソフト、機器などの企業を経て、1995年7月にプラネットジャパン（現在のプラネックスコミュニケーションズ）を設立。設立のきっかけは、外資系メーカーでLAN関係の製品を扱っていたとき、マニュアル等が翻訳されないまま販売されるケースが多く「作り手目線での商売になっていて、ユーザーの立場に立っていない」と思い、そこにビジネスチャンスを感じたことだという。
以後同社社長として、同社をJASDAQ上場企業にまで育て上げた。

### レーシングドライバー
レースの世界に足を踏み入れたのは、本人によれば「知人の誘いで、2002年のモナコ・ヒストリック・グランプリを見に行った」のがきっかけ。そこでレースの世界に魅せられた久保田は、翌2003年にGC-21へ参戦したのを皮切りにレーシングドライバーとしての活動を開始し、以後全日本F3選手権やFIA-F4選手権などに参戦、ジェントルマンドライバーとして活動を続けた。
中でも自身のレース活動の契機になったモナコ・ヒストリックGPへの思いは強く、2006年にはロータス・49Bで初参戦を果たすと、2014年にはついにポールポジションを獲得しレースでも初優勝。2024年にはロータス・72で同レースのセリエDクラスに参戦し、エイドリアン・ニューウェイらのライバルを抑え2度目のクラス優勝を果たした。